# Renault 1 000 kg
Renault 1 000 Kg — фургон, вантажністю 1000 кг, що виготовлявся французькою компанією «Рено» у 1947—1965 рр.
Renault 1 400 Kg — популярніша модифікація з вантажністю 1400 кг, що з'явилася у 1949 р. У 1956 р. автомобілі перейменували на Renault Voltigeur (з вантажністю 1000 кг) та Renault Goélette (з вантажністю 1400 кг), однак на побутовому рівні за ними закріпилася назва Renault 1,000 Kg. Всього було виготовлено 124 570 автомобілів.

## Історія та огляд конструкції
Прототип армійського легкого фургона вантажністю 1000 кг був представлений у 1945 р.
Загальний його продаж розпочався в лютому 1947 р.
Влітку 1944 р. Міністерство промисловості Франції затвердило перспективний план розвитку повоєнної автомобільної промисловості. Планом керував Поль-Марі Пон, через що його називали «Планом Пона». Згідно цього плану, Renault та Peugeot (разом з Chenard & Walcker) мали виготовляти автомобілі вантажністю 1-1,4 т, а Citroën 2-3,5 т. Однак «Сітроєн», незважаючи на цей план випустили у 1947 р. Citroën Type H — основного конкурента «Рено 1000 кг». Проте останній мав перевагу завдяки замовленням від державних служб — армії, поліції та пошти.
Поліцейські модифікації отримали прізвисько «миска для салату» (фр. panier à salad), через участь у подавленні цивільних протестів 1950-их рр., чи фільм «Рожева пантера» (1963 р.) з арештом персонажа Інспектора Клузо після успішного грабунку банку.

### Конструкція
На відміну від Citroën Type H, «Рено» мав традиційне рамне шасі, класичне компонування (задній привод з переднім розміщенням двигуна), залежну ресорну підвіску усіх коліс. Великі колеса забезпечували значний кліренс, а коротка колісна база малий радіус повороту. Це позитивно відображалось на експлуатації в умовах поганих повоєнних французьких доріг, зокрема сільських. Хоч і значний кліренс та задній привод робили високим рівень підлоги. Повноприводні модифікації стали затребуваними в армії. Через помітний попит, зокрема з державного сектору, було виготовлено 124 570 автомобілів. За деякими критеріями у Франції у 1950-их «Рено 1000 кг» мав найбільший попит у своєму класі.
До 1950 р. кузов фургона мав дерев'яний каркас.

### Хронологія
Загальна конструкція автомобіля несуттєво змінювалась протягом виробництва, однак численних маленьких змін зазнавав кузов, петлі дверей, передній бампер, фари, покажчики поворотів. Зміни також полягали у появі військових та поліцейських модифікацій. Пізні моделі, з 1960-их, відрізнялись маленькими додатковими вікнами за боковими дверима.
На початку автомобіль мав коробчастий кузов з вантажним об'ємом в 7,45 м3, на відміну від 7,3 м3 у Citroën H аналогічного року.
Двигун «Рено» з робочим об'ємом 2383 см3 спочатку встановлювався на Renault Primaquatre у 1936 р. У дефорсованому вигляді з потужністю 62 к.с. (46 кВт) його встановлювали на фургон. Суха маса фургона — 835 кг, повна — 1835 кг.
У 1947 р. з'явилась вантажівка з бортовою платформою та шасі для різноманітних надбудов.
У червні 1949 р. в модельному ряді з'являється вантажівка зі збільшеною до 1400 кг вантажністю. Цього ж року опцією стає повний привід. З 1952 р. автомобілі комплектуються новішими економнішими двигунами та дефорсованою версією двигуна від Fregate з робочим об'ємом 1996 см3 та потужністю 49 к.с. (як опцією для версії вантажністю 1000 кг)
У 1956 р. фургони отримали назви — Renault Voltigeur (1000 кг) та Renault Goélette (1400 кг).
Goélette вантажністю 1400 кг комплектувався двигуном Étendard з робочим об'ємом 2141 см3. Двигун мав діаметр циліндра 88 мм та рівний йому хід поршня. Агрегат створювався для «Рено Фрегат», що протягом попередніх років не просувався на ринку переважно через недостатню потужність.
Потужність двигуна легковика становила 64 к.с. (47 кВт).
З 1961 р. з'являється дизельний варіант.
Двигун з робочим об'ємом 1816 см3 та потужністю 58 к.с. посталявся компанією Indenor. Дану компанію створили Пежо як розробника та виробника двигунів. Двигуном також комплектувався Peugeot D4 з 1959 р. Хоч і автомобілі з дизельними двигунами не були на той час популярними у Франції, малі податки на дизельне паливо робили їх привабливими для покупців. З середини 1962 р. Рено встановлювали дизеля власного виробництва потужністю 61 к.с. (45 кВт).
У 1959 р. «Рено» запустили у виробництво передньоприводний Estafette з нижчим рівнем підлоги. Масивніший Renault Voltigeur формально зняли з виробництва у 1963 р. Виробництво Renault Goélette продовжувалось до травня 1965 р., коли його замінив Renault Super Goélette SG2 більшої вантажності.

### R 2087

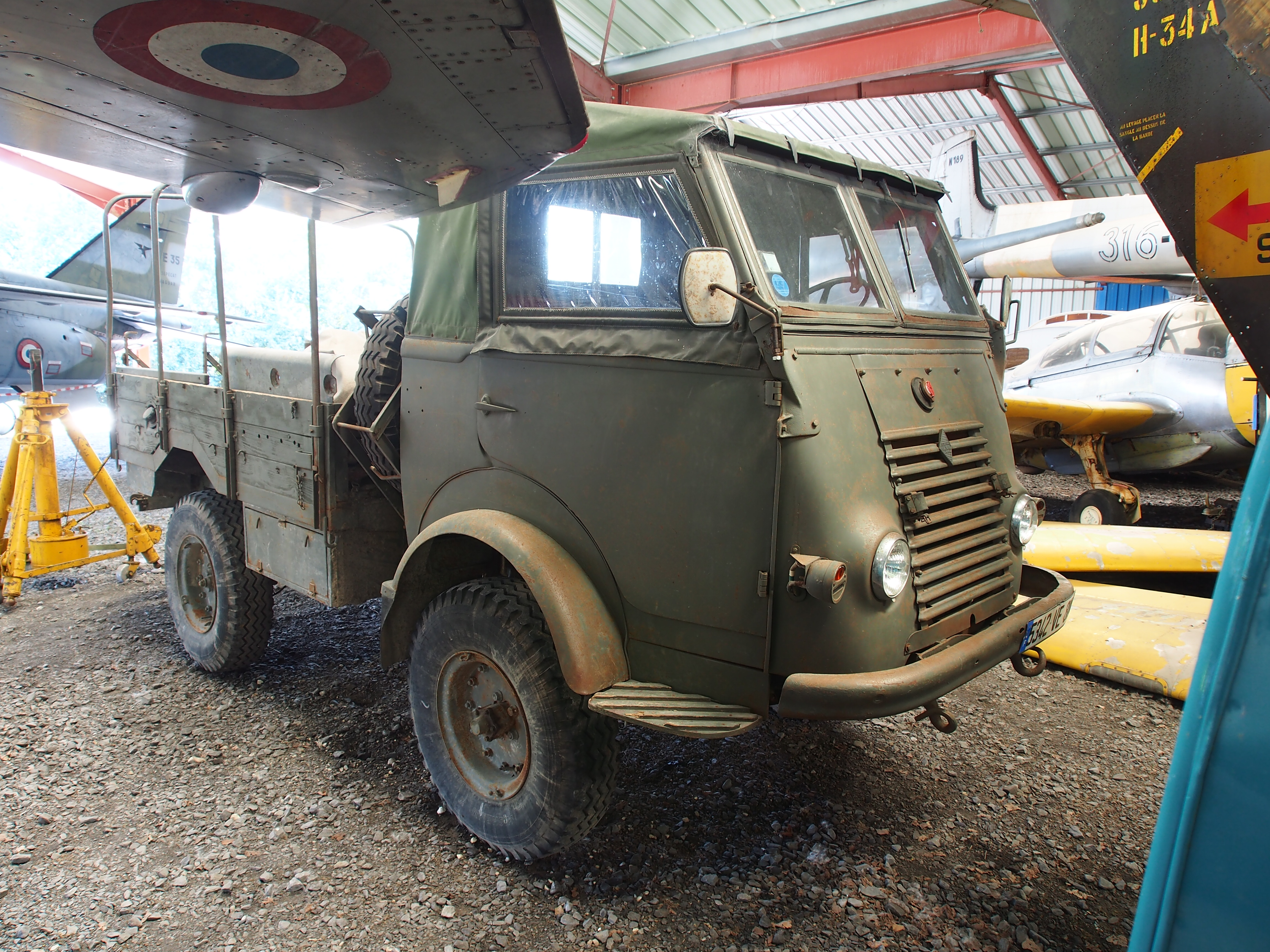
Військова модифікація

Військова версія з індексом R 2087 мала більший кліренс, повний привод та виготовлялась з 1952 р. Виготовлялись різноманітні фургони з та без бокових вікон, вантажівка з бортовою платформою.
Військова швидка допомога виготовлялась до 1969 р., кілька років після того як Рено припинили виробництво цивільних версій фургона.